# Fly Me to the Moon (2024)
Fly Me to the Moon is een Amerikaanse romantische comedy-dramafilm uit 2024, geregisseerd door Greg Berlanti. De hoofdrollen worden vertolkt door Scarlett Johansson en Channing Tatum.

## Verhaal
Tijdens de ruimtewedloop tussen de Verenigde Staten en de Sovjet-Unie in de jaren 1960 ontstaat er een relatie tussen de NASA-directeur die verantwoordelijk is voor de lancering van Apollo 11 en de marketingspecialist die is ingeschakeld om het publieke imago van NASA te herstellen en een "back-up" nep-maanlanding te organiseren.

## Rolverdeling
| Acteur               | Personage        |
| -------------------- | ---------------- |
| Scarlett Johansson   | Kelly Jones      |
| Channing Tatum       | Cole Davis       |
| Nick Dillenburg      | Neil Armstrong   |
| Anna Garcia          | Ruby Martin      |
| Jim Rash             | Lance Vespertine |
| Noah Robbins         | Don Harper       |
| Colin Woodell        | Buzz Aldrin      |
| Christian Zuber      | Michael Collins  |
| Donald Elise Watkins | Stu Bryce        |
| Ray Romano           | Henry Smalls     |
| Woody Harrelson      | Moe Berkus       |
| Joe Chrest           | senator Vanning  |

## Productie
In maart 2022 kondigde Apple Studios aan dat ze de rechten hadden verworven om een film te produceren die zich afspeelt in de achtergrond van de ruimtewedloop, getiteld Project Artemis. Scarlett Johansson en Chris Evans werden ook aangekondigd als hoofdrolspelers in de film, onder regie van Jason Bateman, naar een scenario van Rose Gilroy. In juni 2022 verliet Bateman het project naar aanleiding van creatieve meningsverschillen en werd later vervangen door Greg Berlanti. De zoektocht naar een nieuwe regisseur en de beschikbaarheid van Berlanti veranderden het productieschema, waardoor ook Evans moest afhaken. In juli 2022 begon Channing Tatum onderhandelingen om hem te vervangen. In september voegde Jim Rash zich bij de cast. Ray Romano, Anna Garcia en Woody Harrelson zouden in de daaropvolgende maanden worden toegevoegd.
De belangrijkste filmopnames begonnen op 27 oktober 2022 in Atlanta. In april 2024 werd onthuld dat de nieuwe titel van de film Fly Me to the Moon was en werd er bevestigd dat Daniel Pemberton de filmmuziek zou componeren.

## Release en ontvangst
Fly Me to the Moon ging op 8 juli 2024 in première op AMC Lincoln Square in New York. De film ging op 12 juli 2024 in première in de bioscopen in de Verenigde Staten en Canada alvorens later te worden uitgezonden via de streamingdienst Apple TV+.
De film kreeg gemengde kritieken van de filmcritici, met een score van 67% op Rotten Tomatoes, gebaseerd op 166 beoordelingen.

### Box Office
In de Verenigde Staten en Canada werd Fly Me to the Moon naast Longlegs uitgebracht, en er werd verwacht dat hij tijdens het openingsweekend US$ 12 miljoen zou opleveren in 3356 bioscopen. De film bracht uiteindelijk US$ 10 miljoen op en eindigde daarmee op de vijfde plaats.